# 北京市第二十五中学

二十五中校旗

北京二十五中，即北京市第二十五中学，前身为美国基督教公理会于1864年（清同治三年）创立的私立育英学校。贝满女中建筑遗存位于该校校园内。

## 学校概况

### 校旗/校训
校训：致知力行

## 校歌
银杏树下起春风

齐声高唱育英

母校谆谆教导我们

致知力行永不停

看灿烂校旗迎朝阳

展示着光辉历程

那是祖国召唤我们

肩负起时代新使命

沐春雨，浴春风

我们有一幅美好的心灵

长身体，长知识

我们面对着世界和未来

为祖国，现代化

我们奋勇攀登高峰

嘿

## 学校历史
二十五中最初为1864年由美国基督教公理会中国差会建立的男蒙馆，当时的校址为现北京景山学校所在地，也称“一院”:40。1902年，男蒙馆由梅韪良、郭纪云等人重建，并更名为育英学校。
1927年，中学部定名为“京师私立育英中学校”，1928年改称北平特别市私立育英中学校并在官房大院增设小学部（二院）:40。1930年，该校在骑河楼16号设立体育场，也称“育英中学三院”。1935年，国民政府财政部将灯市口大街东段北侧的盐务学校、盐务稽核所地块划拨育英学校，成为其高中部，也称“四院”:40。
1941年，育英中学被汪精卫国民政府勒令更名为北平市市立第八中学校，小学部改名为“灯市口小学”；1945年抗战胜利后，中学部恢复“北平市私立育英中学”名称:40。1949年10月，因北平改称北京，学校改称北京市私立育英中学，1952年9月划归国有，改称北京市第二十五中学:40。
1955年，二十五中高中部的部分师生在位于骑河楼的原校体育场另行组建北京市第六十五中学:40。1963年，学校初中部（原一院）独立为北京市灯市口中学，此后二十五中自身的校址仅余育英四院，但仍为六年制完全中学:41。
1978年秋，育英四院被拆除，二十五中校址迁往灯市口大街55号，与北京167中（原女十二中初中部）合并。1982年秋，原育英一院也被拆除，灯市口中学大部分师生被纳入二十五中:41，此前灯市口中学另有部分师生合并至景山学校:393。

## 著名校友
- 习近平－中共中央总书记（第十八届起）
- 孙孚凌－原全国政协副主席（第八届和第九届）
- 吳炳鍾－中華民國翻譯家、英語教育學家
- 聂卫平－围棋棋手
- 姜昆－相声表演艺术家
- 张云松－篮球运动员
- 张纪中－导演
- 柳傳志